# Миньковцы (Киевская область)
Миньковцы (укр. Миньківці) — село, входит в Сквирский район Киевской области Украины.
Население по переписи 2001 года составляло 581 человек. Почтовый индекс — 09011. Телефонный код — 4568. Занимает площадь 2,3 км². Код КОАТУУ — 3224084302.

## Местный совет
09011, Київська обл., Сквирський р-н, с. Малі Лисівці, вул. Ленінська,1